# Formica criniventris
Formica criniventris är en myrart som beskrevs av Wheeler 1912. Formica criniventris ingår i släktet Formica och familjen myror. Inga underarter finns listade i Catalogue of Life.

## Bildgalleri

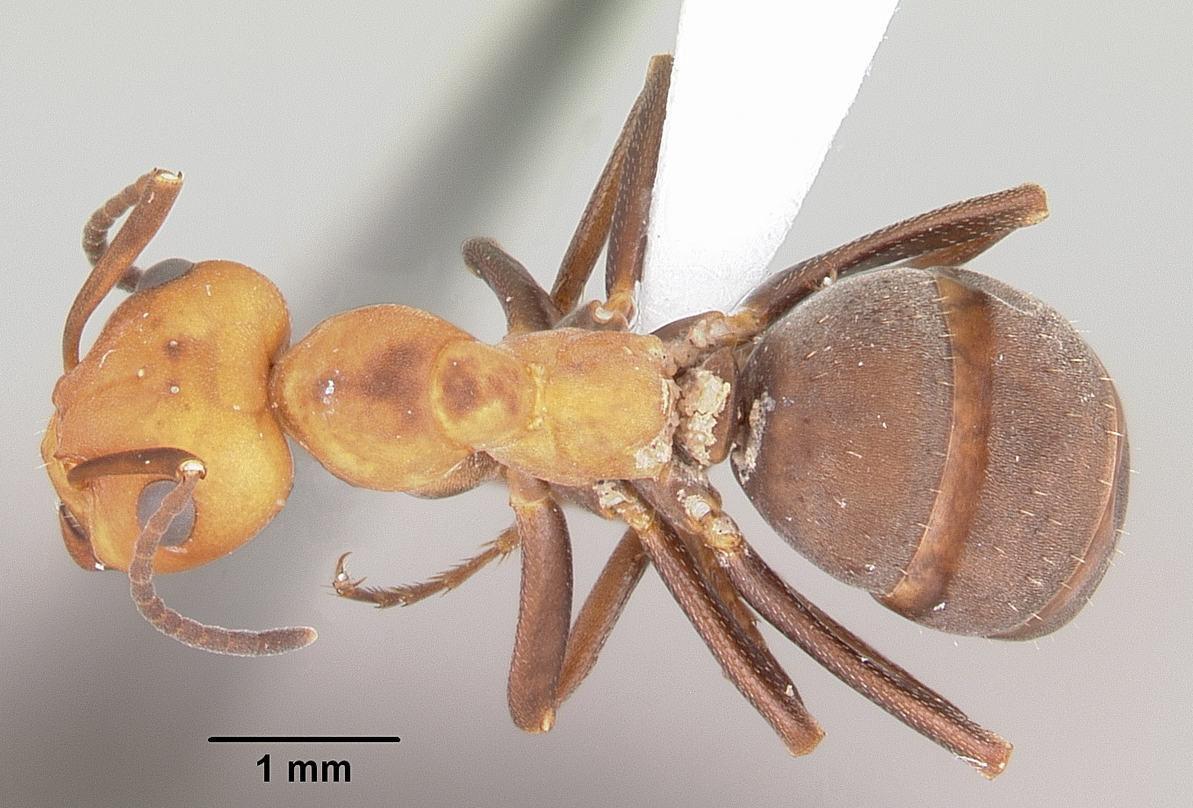
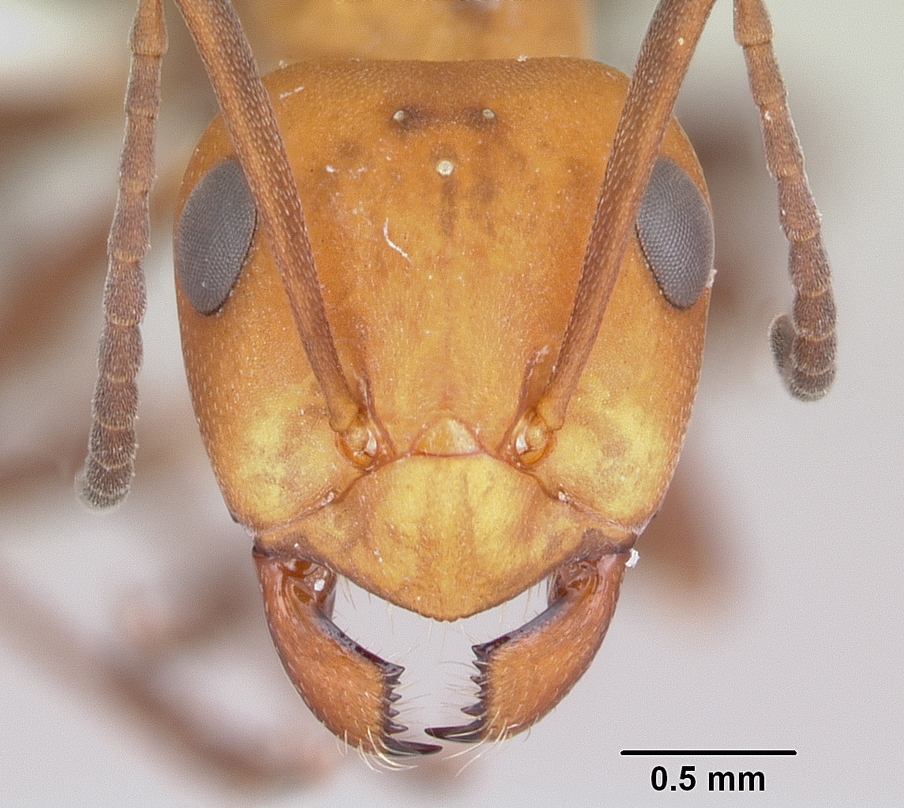
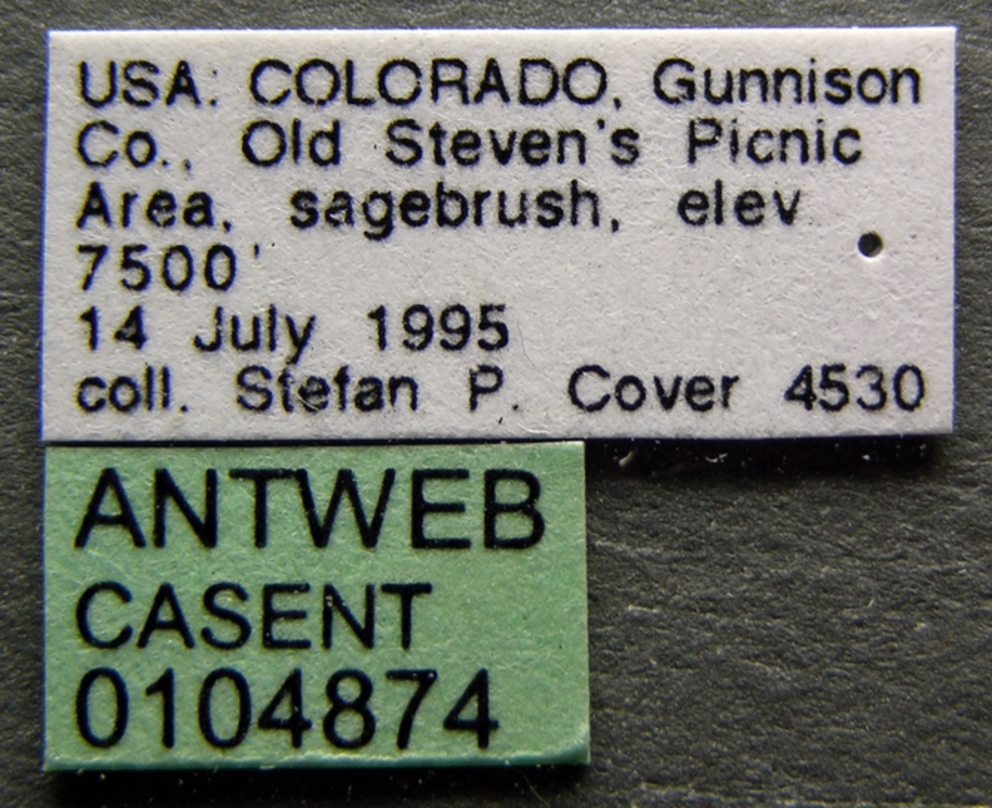
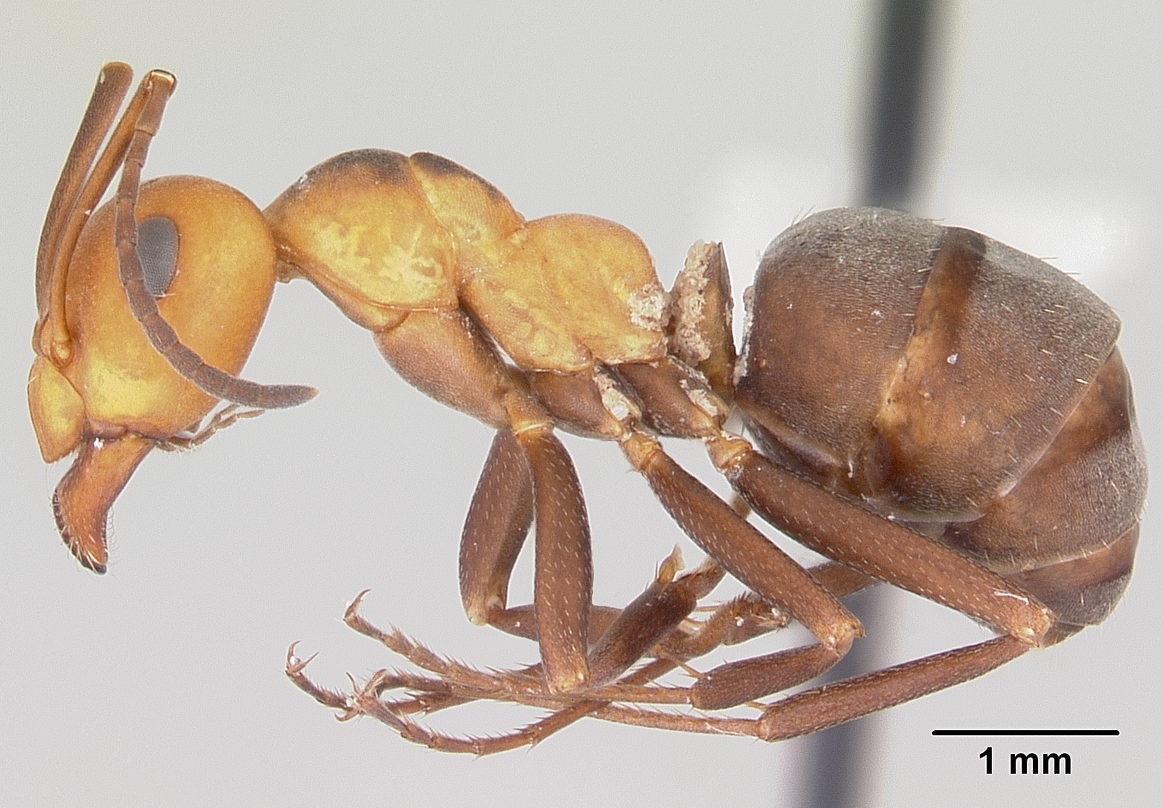